# Bowlesia incana
Bowlesia incana,  perejilillo, boulesia,   es una especie botánica de planta con flor herbácea, en la familia de las Apiaceae. Es endémica de Estados Unidos, México, Brasil, Argentina, Chile, Paraguay, Uruguay.
Es una herbácea anual, de poco porte,  no más de 2 dm de altura, otoño invernal. Hace presión de infestación en pasturas y en agricultura de siembra directa

## Descripción
Es una hierba anual, que alcanza un tamaño  de 5-50 cm, delicada, con indumento ± denso de pelos desde bífidos hasta estrellados. Tallos finos, decumbentes, generalmente indivisos. Hojas 7-25 � 8-30 mm, opuestas, con limbo palmatífido o palmatipartido, provisto de 5-7 lóbulos –ovados, obtusos–, de base cordiforme, haz provista de pelos 2-4 fidos, dispersos y envés uniformemente cubierto de pelos estrellados con  8 radios, con pecíolo de 10-55 mm, estípulas con 2-3 pares de dientes escariosos de 1-2 mm. Umbelas subsésiles –pedúnculos 1-3 mm–, axilares, con 3- 5 flores. Bractéolas 1,5-2,5 mm, lanceoladas, escariosas. Cáliz con dientes de c. 0,3 mm, linear-lanceolados, escariosos. Pétalos ovados, purpúreo-violáceos, algo pelosos en el dorso. Estilos 0,1-0,2 mm. Frutos 1,5-2 � 1,5-2,5 mm, ovoides o globosos, ± densamente cubiertos de pelos estrellados; mericarpos algo comprimidos dorsalmente, pero con una concavidad muy marcada en la cara dorsal, sin costillas marcadas. Tiene un número de cromosomas de n = 8*.

## Taxonomía
Bowlesia incana fue descrita por Ruiz & Pav. y publicado en Flora Peruviana, et Chilensis 3: 28–29, pl. 268, f. a. 1802.
Sinonimia
- Bowlesia geraniifolia
- Bowlesia nodiflora
- Bowlesia rotundifolia
- Bowlesia tenera[3]